# Angry Birds POP!
Angry Birds POP! Bubble Shooter o semplicemente Angry Birds POP! è un videogioco di tipo rompicapo disponibile per dispositivi mobili dal 2015, è uno Spin-off basato sul franchise della serie Angry Birds ed è il quindicesimo videogioco sui famosi uccellini. Il videogioco in origine uscì con il nome Angry Birds Stella POP!, poi venne cambiato con il nome odierno.

## Storia
Gli Angry Birds devono salvare creature esotiche dall'attacco nei maialini.

## Modalità di gioco
Il videogioco incorpara in tutto e per tutto le dinamiche del precursore di questo tipo di videogiochi, ovvero Puzzle Bobble, il gameplay è lo stesso. Bisogna eliminare le bolle presenti nel quadro facendo in modo che almeno tre dello stesso colore siano a contatto, e così facendo vengano eliminate. Il gioco è ambientato nella Golden Island un'isola immaginaria di tipo tropicale. Oltre ai soliti Birds in questo videogioco è presente come guest star lo Shakira Bird, replica della pop star Shakira. A seconda delle bolle scoppiate si riempirà una barra di energia, e quando sarà al culmine donerà un attacco speciale potenziato al giocatore. Il videogioco comprende oltre 2000 livelli e di tanto in tanto ne vengono aggiunti di nuovi.